# TOLOnews
TOLOnews (in pashtu  طلوعنیوز‎) è un giornale on-line dell'Afghanistan.
La testata giornalistica divenne famosa per le giornaliste che hanno dovuto lasciare il posto a causa del ritorno dei talebani nel 2021.

## Storia
TOLOnews è stato lanciato nell'agosto 2010 come canale di TOLO TV, dedicato esclusivamente alle notizie locali, nazionali e internazionali. Dall'agosto 2021, il suo proprietario è l'uomo d'affari australiano-afghano Saad Mohseni, mentre Lotfullah Najafizada è stato direttore delle notizie dal 2010 al 2021. Per il suo lavoro sul canale, Najafizada è stato nominato Eroe della libertà di stampa da Reporter Senza Frontiere nel 2016.
Dopo la caduta di Kabul il 15 agosto 2021 e la rifondazione dell'Emirato islamico dell'Afghanistan, TOLOnews ha ricevuto l'attenzione internazionale dopo che un portavoce talebano è stato intervistato sul canale da una giornalista. Mohseni ha dichiarato che intende continuare a trasmettere TOLOnews e che lo farebbe dal Medio Oriente o dall'Europa se i talebani dovessero interrompere le operazioni del canale in Afghanistan.
I Talebani hanno permesso a TOLOnews di continuare a trasmettere, anche se non senza incidenti. Nell'agosto 2021, un cameraman di TOLOnews è stato picchiato da cinque soldati talebani mentre riportava la caduta di Kabul.
Il 16 marzo 2022, lo studio di TOLOnews a Kabul è stato preso d'assalto da quindici uomini armati talebani che hanno arrestato tre dipendenti, tra cui il giornalista Bahram Aman, il capo delle notizie Khapalwak Safi e il consulente legale del canale Nafi Khaliq. Si ritiene che ciò sia stato in risposta a un articolo trasmesso da TOLOnews sulla decisione dei talebani di vietare la messa in onda di programmi televisivi stranieri; i talebani hanno affermato che tali commenti offendono i "sentimenti religiosi" del paese. Tutti e tre gli uomini sono stati successivamente rilasciati.

## TOLO TV
TOLO TV (in persiano طلوع‎) è l'emittente televisiva afghana, dal 2004.
È una stazione televisiva commerciale gestita dal Gruppo MOBY in Afghanistan. Lanciata nel 2004, è diventata una delle prime stazioni commerciali del paese e ha gettato le basi per un mezzo di comunicazione accessibile offrendo un'ampia libreria di spettacoli. È uno dei canali televisivi più popolari in Afghanistan e trasmette programmi sia in dari che in pashto.
TOLO è stato oggetto del film documentario nel 2012 intitolato The Network, di Eva Orner. Il film ha avuto un'uscita internazionale limitata nel 2013.
Dalla presa del potere da parte dei talebani in Afghanistan il 15 agosto 2021, Tolo TV ha ridotto drasticamente i programmi di intrattenimento e aumentato i programmi religiosi, soprattutto da quando i talebani hanno vietato la musica nei mass media.